# Граната, Грациелла
Грациелла Граната (итал. Graziella Granata, р. 16 марта 1941, Рим) — итальянская актриса.

## Биография
После окончания «Centro Sperimentale ди Cinematografia», и после некоторых второстепенных ролей в приключенческих фильмах и комедиях, благодаря договору с режиссёром Анджело Риццоли, Грациелла Граната с середины шестидесятых годов получала хорошие роли в фильмах первого эшелона. Работала с Паскуале Феста Кампаниле, Массимо Франчиоза, Марио Камерини, Луиджи Коменчини и особенно с Алессандро Блазетти, который предоставил ей ведущую роль в комедии «La ragazza del bersagliere» в 1967 году, за что актриса получила премию «Давид ди Донателло» за лучшую женскую роль. Однако, несмотря на эти успехи, Грациелла снялась в нескольких спагетти-вестернах и в начале семидесятых посвятила себя театру, оставив кино.

## Фильмография
- La scimitarra del Saraceno, regia di Piero Pierotti (1959)
- I piaceri dello scapolo (1960)
- Maciste, l'uomo più forte del mondo (1961)
- La strage dei vampiri (1962)
- Il segno del vendicatore (1962)
- Appuntamento in Riviera (1962)
- I 4 tassisti (1963, episodio Un'opera buona)
- Lo sparviero dei Caraibi (1963)
- Liolà (1963)
- Aimez-vous les femmes? (1964)
- Le voci bianche (1964)
- Amori pericolosi (1964, episodio Il passo)
- Comizi d'amore (1965)
- Una moglie americana, regia di Gian Luigi Polidoro (1965)
- Дон Камилло в России (1965)
- La ragazza del bersagliere (1966)
- Ischia operazione amore (1966)
- Io, io, io... e gli altri (1966)
- Incompreso (1966)
- Bersaglio mobile (1967)
- Сатирикон (1968)
- Al di là della legge (1968)
- Siamo tutti matti? (1968)
- Delitto quasi perfetto, regia di Mario Camerini (1969)
- Cinque figli di cane (1969)
- Il trapianto (1970)
- Fratello ladro (1972)
- Don Camillo e i giovani d'oggi (1972, episodio Flora)